# Scaevola cylindrica
Scaevola cylindrica är en tvåhjärtbladig växtart som beskrevs av Schlechter och K. Krause. Scaevola cylindrica ingår i släktet Scaevola och familjen Goodeniaceae. Inga underarter finns listade i Catalogue of Life.